# Лепше
Лепше (пол. Lepsze) — село в Польщі, у гміні Закшево Александровського повіту Куявсько-Поморського воєводства.
Населення — 98 осіб (2011).
У 1975-1998 роках село належало до Влоцлавського воєводства.

## Демографія
Демографічна структура станом на 31 березня 2011 року:
|          | Загалом | Допрацездатний вік | Працездатний вік | Постпрацездатний вік |
| -------- | ------- | ------------------ | ---------------- | -------------------- |
| Чоловіки | 44      | 5                  | 35               | 4                    |
| Жінки    | 54      | 9                  | 33               | 12                   |
| Разом    | 98      | 14                 | 68               | 16                   |